# 宋集屯水库
宋集屯水库是中国黑龙江省黑河市爱辉区境内的一座水库，位于阿凌河上，建于1966年。水库正常库容为300万立方米，集雨面积为319平方千米，海拔为172米。